# Efectos a largo plazo de las benzodiacepinas

Diazepam.

Entre los efectos a largo plazo de las benzodiacepinas podemos encontrar tanto la dependencia como la posibilidad de efectos negativos en la función cognitiva, salud física y salud mental. Pese a que no todas las personas experimentan estos problemas, los riesgos son significativos.

Por contra, aunque puede generar ansiedad en el corto plazo, hay pruebas que indican que la reducción o suspensión de las benzodiazepinas puede a largo plazo conducir a una reducción de los síntomas de ansiedad.
Hay un número de efectos secundarios asociados a la adicción a las benzodiazepinas tales como depresión y síntomas similares a la gripe. Debido a este incremento de los síntomas físicos y mentales a causa del uso a largo plazo de las benzodiazepinas, se recomienda la suspensión de las benzodiazepinas para muchos consumidores de largo plazo. Es importante recordar que nunca se debe suspender la medicación abruptamente y siempre se debe consultar a un médico antes de reducir o suspender su consumo. No todo el mundo, sin embargo, experimenta problemas por el uso a largo plazo.
Mientras que las benzodiazepinas son muy efectivas a corto plazo – de dos a cuatro semanas – los efectos secundarios asociados con el consumo a largo plazo tales como deficiencias en las habilidades cognitivas, problemas de memoria, cambios de humor, sobredosis cuando se combinan, pueden hacer que la relación riesgo-beneficio sea desfavorable. Otros síntomas que se pueden presentar son enturbiamiento emocional, náusea, dolor de cabeza, mareos, irritabilidad, letargo, problemas para dormir, problemas de memoria, cambios de personalidad, agresividad, depresión, agorafobia, ansiedad y ataques de pánico, deterioro social y problemas laborales.
Las benzodiazepinas también tienen propiedades catalizadoras en algunos individuos y por consiguiente son consideradas drogas adictivas; otro punto a considerar es que se puede desarrollar una dependencia física tras semanas o meses de consumo.
Muchos de estos efectos secundarios por el consumo a largo plazo presentan una mejoría luego de tres a seis meses tras la suspensión de las benzodiazepinas.
Otros de los problemas que se pueden presentar por el consumo de benzodiazepinas a largo plazo son: incremento escalonado de la dosis, abuso de las benzodiazepinas, tolerancia, dependencia y síndrome de abstinencia de las benzodiazepinas.
Tanto la tolerancia fisiológica como la dependencia pueden causar un empeoramiento de los efectos adversos de las benzodiazepinas.
En algunos estudios se ha asociado el consumo a largo plazo de benzodiazepinas con un mayor riesgo de muerte, sin embargo, otros estudios no han encontrado un incremento en la mortalidad.
Debido a las conclusiones conflictivas sobre este tema, se recomendó continuar la investigación acerca del consumo de benzodiazepinas a largo plazo relacionado con el aumento de la mortalidad.
La mayor parte de las investigaciones fue llevada a cabo con pacientes a los que se les había recetado benzodiazepinas; del riesgo de muerte de consumidores ilícitos de benzodiazepinas se sabe aún menos.
El consumo a largo plazo de benzodiazepinas ha generado una controversia significativa dentro de la profesión médica. Los puntos de vista sobre la naturaleza y severidad de los problemas con el consumo a largo plazo de las benzodiazepinas varían de un experto a otro, inclusive de un país a otro, algunos expertos inclusive cuestionan si realmente hay algún problema con el consumo de benzodiazepinas a largo plazo.
La controversia política, particularmente en el Reino Unido, también rodea el consumo a largo plazo de las benzodiazepinas y allí fue objeto de la más grande demanda colectiva durante las décadas de 1980 y 1990. Además se acusó a las burocracias médicas y el gobierno de encubrimiento.

## Antecedentes
Cuando en 1961 se introdujeron las benzodiazepinas se creía ampliamente que era una medicina segura, pero con el paso de las décadas, llegaron a ser conocidos sus efectos secundarios relacionados con su consumo a largo plazo.
Inicialmente hubo una amplia aprobación pública pero esta fue seguida de una igualmente extensa desaprobación y se recomendó que se siguieran directivas médicas más estrictas.
La mayoría de los problemas con las benzodiazepinas están relacionados con su consumo a largo plazo más que con su consumo a corto plazo.
Hay un número creciente de pruebas del daño causado por el consumo a lago plazo de las benzodiazepinas, especialmente a dosis altas. El ministerio de salud del Reino Unido recomiendo que los individuos que consumen benzodiazepinas a largo plazo sean controlados al menos cada tres meses y esta en contra de una terapia de sustitución a largo plazo para abusadores de las benzodiazepinas debido a la falta de una base probada de su efectividad y por los riesgos de consumo a largo plazo.
Los efectos a largo plazo de las benzodiazepinas son muy similares a los afectos a largo plazo del alcohol –aparte de la toxicidad en los órganos– y otros sedantes hipnóticos.
Los efectos de la abstinencia y dependencia son casi idénticos. Un informe de 1987 del «Royal College of Psychiatrists» del Reino Unido reporta que cualquier beneficio del uso a largo plazo de las benzodiazepinas es posiblemente contrarrestado con amplitud por los riesgos del consumo a largo plazo. A pesar de esto las benzodiazepinas son todavía extensamente recetadas. El coste socioeconómico de la continua expansión de la prescripción de benzodiazepinas es alto.
Los efectos a largo plazo de las benzodiazepinas pueden incluir desinhibición, problemas de concentración y memoria, depresión y también disfunción sexual.
Los efectos a largo plazo de las benzodiazepinas pueden diferir de los efectos secundarios vistos tras una administración aguda de benzodiazepinas.
Desde 1980 se empezaron a plantear inquietudes acerca de los efectos a largo plazo de las benzodiazepinas.
Estas inquietudes no han sido todavía totalmente aclaradas. Una revisión de la literatura sobre el consumo de hipnóticos no-benzodiazepinicos y benzodiazepinas a largo plazo concluye que es necesaria más investigación para evaluar el efecto a largo plazo de las medicinas hipnóticas.
Un análisis en pacientes con cáncer encontró que aquellos que tomaban tranquilizantes o pastillas para dormir tenían una calidad de vida sustancialmente más pobre en todas las mediciones llevadas a cabo, así como un cuadro clínico con peor sintomatología. Se encontró un empeoramiento de los síntomas tales como fatiga, insomnio, dolor, disnea, y estreñimiento comparado con aquellos que no tomaban tranquilizantes o pastillas para dormir.
La mayoría de los individuos que suspendieron exitosamente la terapia con hipnóticos tras una reducción gradual de las dosis y no consumieron benzodiazepinas durante los siguientes seis meses, tuvieron menos problemas de ansiedad y para dormir, estaban menos afligidos y tenían una sensación general de mejoría en cuanto a la salud según un seguimiento realizado a los seis meses tras la suspensión.

## Estado cognitivo
El consumo a largo plazo de benzodiazepinas puede causar problemas cognitivos generalizados, incluyendo dificultades con la atención sostenida, aprendizaje verbal, memoria y la habilidad psicomotriz, de coordinación motora y razonamiento espacio temporal.
Estos efectos sobre la cognición existen, aunque su impacto en el funcionamiento cotidiano del paciente es en la mayoría de los casos –que no en todos– insignificante.
Se han descubierto cambios pasajeros en el cerebro usando estudios con la técnica de neuroimagen, pero no se encontraron anormalidades cerebrales en pacientes tratados a largo plazo con benzodiazepinas.
Cuando los consumidores de benzodiazepinas interrumpen la terapia de largo plazo, se produce una mejora en las funciones cognitivas durante los primeros seis meses, aunque el déficit cognitivo puede ser permanente o tomar más de seis meses en retornar al estado basal.
En los ancianos, la terapia a largo plazo con benzodiazepinas es un factor de riesgo por amplificar el declive cognitivo, la suspensión gradual de estas, está asociada con una mejora en el estatus cognitivo. En ancianos, el tratamiento prolongado con benzodiacepinas es un factor de riesgo que puede incrementar el deterioro cognitivo, aunque la retirada gradual se asocia con una mejora del estado cognitivo. En un estudio se descubrió que la administración durante ocho semanas de alprazolam resultó en déficits persistentes que continuaron siendo detectables por varias semanas.

## Efecto en el sueño
La arquitectura del sueño puede verse adversamente afectada por la dependencia de las benzodiazepinas. Entre los posibles efectos secundarios en el sueño podemos incluir inducción o empeoramiento de la respiración alterada durante el sueño. El consumo a largo plazo de las benzodiazepinas está asociado con un incremento de la actividad alfa y beta, y una disminución de los complejos K y la actividad delta. Hay una disminución de la fase 1 NREM –del inglés «non-rapid eye movement»– sueño fase 3 y 4 NREM y del sueño REM, también una disminución de los movimientos oculares en la fase del sueño REM.

## Ancianos
El consumo a largo plazo de benzodiazepinas en los ancianos puede resultar en una toxicidad significativa.
Las benzodiazepinas, junto con los antihipertensivos y cualquier medicina que afecte el sistema colinérgico son la causa más común de la demencia inducida por drogas que afecta a más del diez por ciento de los pacientes que asisten a clínicas de la memoria.
El consumo a largo plazo de benzodiazepinas en los ancianos puede causar un síndrome farmacológico con síntomas tales como somnolencia, ataxia, fatiga, confusión, astenia, vértigo, mareo, síncope, demencia reversible, depresión, deficiencia intelectual, psicomotriz y disfunción sexual, ansiedad, alucinación acústica y visual, ideación paranoica, pánico, delirios, despersonalización, sonambulismo, agresividad, hipotensión ortostática e insomnio.
También puede ocurrir la disminución de los niveles de ciertos neurotransmisores y cortisol, alteraciones en la función inmunológica y la aparición de marcadores biológicos de la edad.
Se ha descubierto que los ancianos que han sido consumidores de benzodiazepinas a largo plazo tienen una incidencia más alta de confusión postoperatoria.
Las benzodiazepinas han sido asociadas con una mayor inestabilidad corporal en los ancianos la cual potencialmente puede causar accidentes fatales o caídas.
La discontinuación del consumo de benzodiazepinas lleva a una mejora en la estabilidad y también a una mejora de las funciones cognitivas en los ancianos consumidores de hipnóticos benzodiazepinicos sin causar un empeoramiento del insomnio.
Una revisión de las pruebas ha indicado que mientras que el consumo a largo plazo de benzodiazepinas menoscaba la memoria, su asociación como causante de demencia no es clara y requiere más investigación.
Sin embargo un estudio más reciente descubrió que las benzodiazepinas están asociadas con un mayor riesgo de demencia y se recomienda que se evite el uso de benzodiazepinas en ancianos.

## Salud mental y física
El consumo a largo plazo de benzodiazepinas puede llevar a la creación o exacerbación de problemas de salud físicos y mentales, estos mejoran tras una abstención de seis o más meses.
Tras un periodo aproximado de entre tres y seis meses de abstinencia completa luego de un régimen de reducción gradual, aparecen notorias mejorías en el bienestar físico y mental.
Por ejemplo, en un estudio sobre consumidores de hipnóticos a los que les fue suspendido gradualmente su medicación hipnótica, luego de seis meses de abstinencia reportaron que sus problemas para dormir y de ansiedad eran menos severos, estaban menos angustiados y tenían una sensación general de mejor estado de salud.
Aquellos que continuaron con la medicación hipnótica no habían tenido mejoras en su insomnio, ansiedad o salud en general. Un estudio descubrió que los individuos que habían suspendido el consumo de benzodiazepinas mostraban una notoria reducción en el uso de servicios de medicina y salud mental.
Aproximadamente la mitad de los pacientes que asisten a los servicios de salud por condiciones de trastornos de ansiedad tales como trastorno de pánico o fobia social pueden ser resultado de la dependencia del alcohol o las benzodiazepinas.
Algunas veces los trastornos de ansiedad son preexistentes a la dependencia del alcohol o las benzodiazepinas pero la dependencia del alcohol o benzodiazepinas a menudo causa la persistencia de los trastornos de la ansiedad y los empeora progresivamente.
Cuando se le explica a las personas adictas al alcohol o las benzodiazepinas recetadas que tienen la opción de elegir entre una salud mental frágil persistente o abandonar la adicción y recuperarse de sus síntomas, muchas deciden abandonar el alcohol, las benzodiazepinas o ambos.
Se notó que cada persona tiene una sensibilidad individual diferente al alcohol o medicinas sedantes hipnóticas y que lo que una persona puede tolerar sin dañar su salud a otra lo vuelve muy enfermizo y que inclusive beber moderadamente puede causar el síndrome de ansiedad de rebote y problemas del sueño.
Una persona que está sufriendo los efectos tóxicos del alcohol o las benzodiazepinas no se va a beneficiar de otras terapias o medicamentos dado que no trata la causa original de sus síntomas.
La recuperación de la dependencia de las benzodiazepinas tiende a tomar más tiempo que la recuperación del alcohol pero la gente puede recuperar su buena salud.
Una revisión de la literatura acerca de las medicinas hipnóticas benzodiazepinicas concluyó que estas medicinas tienen un riesgo injustificado para la salud pública y personal. Los riesgos incluyen dependencia, accidentes y otros efectos secundarios. La suspensión gradual de los hipnóticos lleva a una mejor salud sin empeorar el sueño.
El consumo crónico a largo plazo de las benzodiazepinas está asociado a un mayor riesgo de tener comportamientos agresivos, impulsivos y violentos.
Un estudio muestra que el 53% de los consumidores de benzodiazepinas a largo plazo muestran características violentas, mientras que solo el 5,3% de los pacientes en psicoterapia desarrollan patrones de conducta violentos o agresivos.
Las personas que consume benzodiazepinas a diario también tienen un mayor riesgo de experimentar sintomatología psicótica como delirios y alucinaciones.
Un artículo médico publicado concluyó que de cuarenta y dos pacientes tratados con alprazolam, hasta un tercio de los consumidores de largo plazo de esta benzodiazepina desarrollo depresión.
Hay estudios que demuestran que el consumo a largo plazo de benzodiazepinas y de «drogas z» agonistas de receptores de benzodiazepinas están asociados con depresión, también como causantes de un aumento marcado del riesgo de suicidio así como un aumento general del riesgo de mortandad.
Un estudio con cincuenta pacientes que asistían a una clínica para la abstención de benzodiazepinas encontró que el consumo a largo plazo de benzodiazepinas causa un amplio rango de trastornos psicológicos y fisiológicos. Se descubrió que tras varios años de consumo crónico de benzodiazepinas una gran parte de los pacientes desarrollo diversos problemas de salud mental y física tales como agorafobia, síndrome del intestino irritable, parestesia, aumento de la ansiedad, ataques de pánico, los cuales no eran preexistentes.
Estos síntomas en la salud mental y física inducidos por el consumo a largo plazo de las benzodiazepinas mejoraron significativamente de manera gradual dentro del plazo de un año siguiente al final de una suspensión lenta.
Tres de los cincuenta pacientes habían sido erróneamente diagnosticados con esclerosis múltiple cuando en realidad sus síntomas eran causados por el consumo crónico de benzodiazepinas.
Diez de los pacientes habían tomado sobredosis de drogas mientas tomaban benzodiazepinas pese a que solo dos de los pacientes habían tenido historial previo de sintomatología depresiva.
Ningún paciente tomo una nueva sobredosis en el año siguiente a la suspensión. La causa del deterioro en la salud mental y física en gran parte de los pacientes fue atribuida a un incremento de la tolerancia cuando síntomas parecidos a los de abstinencia emergían pese a estar tomando una dosis recetada estable.
Otra teoría es que el consumo crónico de benzodiazepinas causa un sutil incremento en la toxicidad que a su vez causa un incremento de la psicopatología.
El consumo a largo plazo de benzodiazepinas puede inducir trastornos de la percepción y despersonalización en algunas personas inclusive en aquellos que están tomando una dosis estable diaria, también puede transformarse en una síntoma de abstinencia prolongado del síndrome de abstinencia de las benzodiazepinas.
El consumo crónico de benzodiazepinas es además un factor de riesgo para el blefaroespasmo.
Los síntomas inducidos por drogas que se parecen a los de abstinencia y ocurren en una dosis fija como resultado del consumo prolongado ha sido documentado con sustancias del tipo barbitúrico, el alcohol y con las benzodiazepinas. Esto demuestra que los efectos del consumo crónico de benzodiazepinas no es único sino que ocurre con otras drogas hipnóticas sedativas que actúan sobre el neurotransmisor GABA como el alcohol y los barbitúricos.

### Sistema inmunitario
Según un estudio sobre pacientes seleccionados atendidos en un departamento psicofarmacologico de manera ambulatoria, el consumo crónico de benzodiazepinas parece causar trastornos inmunológicos significativos.
Se descubrió que el diazepam y el clonazepam tienen efectos inmunotóxicos prolongados –pero no permanentes– en los fetos de ratas preñadas. No obstante lo cual, se descubrió que dosis únicas muy altas de diazepam causan inmunosupresión de por vida en ratas neonatas. No se han hecho estudios para evaluar el efecto inmunotóxico del diazepam en humanos; sin embargo, se descubrió que dosis altas recetadas de diazepam son un factor de riesgo de neumonía, basado en un estudio de gente con tétanos.
Se ha planteado que el diazepam puede causar cambios prolongados en los receptores GABAA resultando en alteraciones prolongadas en el comportamiento, en la función endocrina y la función inmune.

### Suicidio y autolesión
El consumo de benzodiazepinas está muy asociado con el suicidio. Se debe tener cuidado al momento de recetarlas, especialmente en pacientes con riesgo.
Se descubrió que los adolescentes deprimidos que están tomando benzodiazepinas tienen un gran incremento del riesgo de autolesionarse o suicidarse, aunque el tamaño del muestreo del estudio fue reducido. Los efectos de las benzodiazepinas en individuos menores de dieciocho años requiere más investigación. El uso de benzodiazepinas en adolescentes deprimidos requiere una mayor cautela.
La dependencia de las benzodiazepinas a menudo resulta en un empeoramiento gradual del cuadro clínico que incluye deterioro social y lleva a la coexistencia del alcoholismo y abuso de drogas. El suicidio es un resultado común de la dependencia crónica de benzodiazepinas. El abuso de las benzodiazepinas o el abuso de otros depresores del sistema nervioso central aumenta el riesgo de suicidio en abusadores de estupefacientes.El 11% de los hombres y el 23% de las mujeres con hábitos abusivos de consumo de hipnóticos sedantes acaban suicidándose.

## Cancerigenocidad
Ha habido controversia acerca de la posible relación entre el consumo de benzodiazepinas y el desarrollo de cáncer; tempranos estudios de cohortes en la década del ochenta sugirieron una posible relación, pero seguimientos de estudios caso-control no han encontrado relación entre las benzodiazepinas y el cáncer. En el segundo estudio nacional del cáncer de los Estados Unidos en 1982 la «American Cancer Society» condujo una investigación sobre más de 1,1 millones de participantes. Se encontró un marcado incremento de riesgo de cáncer en los consumidores de pastillas para dormir, fundamentalmente benzodiazepinas.
Ha habido quince estudios epidemiológicos que han sugerido que el consumo de benzodiazepinas o fármacos hipnóticos análogos de las benzodiazepinas están asociados con una mayor mortalidad, debida principalmente a muertes por cáncer. Los diferentes tipos de cáncer incluyen cáncer de cerebro, pulmones, intestino, mama, vejiga y otras Neoplasias.
Se ha hipotetizado que la depresión de la función inmune o las infecciones virales mismas fueron la causa del aumento de muertes por cáncer.
Mientras que al principio los críticos de la «U.S. Food and Drug Administration» expresaron su preocupación acerca de la aprobación de los análogos de las benzodiazepinas «Drogas Z» debido a la inquietud por el cáncer, en última instancia cambiaron de idea y aprobaron los fármacos.
Sin embargo, un reciente estudio de casos y controles no encontró relación entre el uso de benzodiazepinas y el cáncer de mama, pulmones, intestino grueso, revestimiento del útero, ovarios, testículos, tiroides, hígado, ni enfermedad de Hodgkin, melanoma o linfoma no hodgkiniano.
Desde el 2000, estudios de caso-control más específicos no han encontrado relación entre el consumo de benzodiazepinas y el cáncer de mama.
Un estudio descubrió una asociación entre el consumo de benzodiazepinas referido por el paciente y el desarrollo de cáncer de ovarios, mientras que otro estudio sobre el tema no encontró relación.

## La controversia sobre el daño cerebral
Varios estudios clínicos han intentado establecer si las benzodiazepinas causan daño cerebral estructural y llegaron a diferentes conclusiones. Para consumidores de dosis altas recetadas y personas que abusan de las benzodiazepinas en dosis altas, las pruebas que abonan la teoría el daño cerebral estructural son las más fuertes pero todavía no son definitivas, aunque existen pruebas de estudios clínicos que muestran un grado de encogimiento cerebral incluso en consumidores de dosis bajas de benzodiazepinas pero esto ha sido cuestionado en otros estudios clínicos.
Mientras que algunos estudios controlaban factores como el consumo de alcohol, otros no lo hacían. Algunos estudios eran demasiado pequeños o en una ocasión era solo el reporte de un único caso. Las opinión médica acerca de si el consumo recetado a largo plazo de benzodiazepinas causa daño cerebral estructural difiere.
Se encontró en personas que abusan de las benzodiazepinas en dosis altas un agrandamiento de espacio del líquido cefalorraquídeo asociado con el encogimiento cerebral.
La función neuropsicológica puede se afectada permanentemente en abusadores crónicos de benzodiazepinas, con un daño cerebral similar al de los alcohólicos, como fue evidenciado en estudio de seguimiento de cuatro a seis años en abusadores de benzodiazepinas llevado a cabo por Borg y otros miembros del Instituto Karolinska.
Las anomalías en las tomografías mostraban una dilatación del sistema ventricular. Sin embargo a diferencia de los alcohólicos, los abusadores de sedantes hipnóticos no muestran evidencia de ensanchamiento del surco cortical.
El estudio concluye que cuando es diagnosticado un desorden cerebral en abusadores de sedantes hipnóticos benzodiazepinicos, este es a menudo permanente.
Un estudio anterior llevado a cabo por Borg et al. encontró pruebas de trastornos cerebrales en aquellos que abusaron exclusivamente de benzodiazepinas, sugiriendo que el desorden no era resultado del abuso de otras sustancias. La abstinencia por abuso de altas dosis de nitrazepam causó isquemia severa de todo el cerebro con actividad lenta difusa en electroencefalograma. Anormalidades en el patrón de ondas cerebrales con baja perfusión en el lóbulo frontal persisten después del síndrome de abstinencia lo cual sugiere que el daño cerebral orgánico ocurre del abuso crónico de altas dosis de benzodiazepinas.
Algunos estudios demostraron daño cerebral en consumidores de dosis terapéuticas, mientras que otros estudios han refutado que las benzodiazepinas causen daño cerebral estructural. Las pruebas parecen sugerir alguna forma de daño cerebral pero si los efectos a largo plazo de las benzodiazepinas son debido a daño cerebral estructural o daño cerebral funcional todavía no ha sido determinado de manera concluyente. Dos publicaciones sugirieron que el lorazepam es más tóxico que el diazepam.
El daño cerebral permanente como resultado del consumo crónico de benzodiazepinas puede resultar similar al daño cerebral causado por el alcohol.
El daño cerebral que se informa es similar pero menos severo que el visto en el caso de alcohólicos crónicos.
Según se reporta, el daño cerebral aparenta depender de la dosis con consumidores de dosis bajas con menor encogimiento cerebral que los consumidores de altas dosis.
Sin embargo, dos estudios no encontraron pruebas de encogimiento cerebral en consumidores de benzodiazepinas recetadas.
La Prof. Heather Ashton, una experta en benzodiazepinas de la Universidad de Newcastle Instituto de Neurociencia, ha sido precavida de no precipitarse a sacar conclusiones y partidaria de llevar a cabo más investigaciones sobre síntomas que perduran a largo plazo o son posiblemente permanentes en consumidores de largo plazo de benzodiazepinas.
Ella afirma que la explicación más probable para los síntomas a largo plazo es la lenta pero persistente resolución de cambios funcionales en el nivel receptor benzodiazepinico GABAA.
Las nuevas y más detalladas tecnologías de estudio cerebral tales como la tomografía por emisión de positrones o PET –por las siglas en inglés de «Positron Emission Tomography»– tomografía por resonancia magnética o MRI –por las siglas en inglés de «Magnetic resonance imaging»– no han sido usadas nunca para investigar la cuestión de si las benzodiazepinas causan daño cerebral funcional o estructural. Actualmente el tema continua sin tener una respuesta definitiva.

## Efectos en los neonatos
Se ha descubierto que las benzodiazepinas causan malformaciones teratológicas. La literatura acerca de la seguridad del consumo de benzodiazepinas durante el embarazo es poco clara y controversial. Las primeras consideraciones sobre el consumo de benzodiazepinas durante el embarazo comenzaron con preocupantes hallazgos en animales aunque estos no se trasladaban necesariamente a los seres humanos. Se han encontrado resultados contradictorios en bebes expuestos a las benzodiazepinas. Un análisis reciente del «Swedish Medical Birth Register» – registro médico de nacimientos sueco — descubrió un vínculo con bebes prematuros, bajo peso al nacimiento y un moderado incremento de malformaciones congénitas. Se observó un incremento en piloroestenosis o atresia en el conducto alimentario. Sin embargo no se pudo demostrar un incremento en los casos de labio leporino y se concluyó que las benzodiazepinas no son un agente teratológico mayor.
Es común encontrar trastornos en el desarrollo neural y síntomas clínicos en bebes expuestos a las benzodiazepinas en el útero. Los bebes expuestos a las benzodiazepinas presentan bajo peso al nacer, aunque alcanzan un peso normal en poco tiempo, pero persiste la menor circunferencia de la cabeza que se encuentra en los bebes expuestos. Otros efectos adversos de las benzodiazepinas consumidas durante el embarazo son la desviación en el desarrollo neural y síntomas clínicos tales como anomalías craniofaciales, desarrollo de la habilidad de prensión en pinza retrasada, desviación es en el tono muscular y patrones de movimiento. Las discapacidades motoras son un impedimento hasta un año después del nacimiento. Discapacidades graves para el desarrollo motor tardan 18 meses en normalizarse pero persisten discapacidades en funciones motoras precisas. Además de la menor circunferencia de la cabeza, en los bebes expuestos a las benzodiazepinas, ocurren casos de retardo mental, déficit funcional, anomalías en el comportamiento de larga duración e inteligencia disminuida.
Las benzodiazepinas, como muchas otras medicinas y drogas hipnótico-sedantes causan la muerte de neuronas por apoptosis. Sin embargo, las benzodiazepinas no causan en el cerebro en desarrollo una apoptosis tan severa como la que causa el alcohol. La toxicidad prenatal de las benzodiazepinas es probablemente causada por sus efectos en sistemas neurotransmisores, membranas celulares y en la síntesis de proteínas. No obstante esto se complica en los efectos neuropsicológicos o neuropsiquiátricos de las benzodiazepinas, ya que en caso de ocurrir, no se hacen evidentes hasta la infancia tardía o inclusive la adolescencia.
Un repaso de la bibliografía sobre el consumo de sustancias psicotrópicas durante el embarazo evidenció que la información sobre seguimientos a largo plazo del estado neuroconductual es muy limitada. Sin embargo, un estudio fue llevado a cabo para hacer un seguimiento de 550 niños que habían sido expuestos a benzodiazepinas, en el cual se descubrió que en general la mayoría de los niños se desarrolló normalmente. Hubo un pequeño grupo de estos niños que mostró un desarrollo más lento, pero alrededor de los cuatro años de edad la mayoría de ellos se habían normalizado. Aunque hubo algunos niños que continuaron con anormalidades en el desarrollo a los cuatro años, no fue posible establecer si este déficit era resultado de las benzodiazepinas o de factores sociales y de medio ambiente.
Se ha debatido acaloradamente si las benzodiazepinas administradas durante el embarazo pueden causar malformaciones mayores, en particular el caso del paladar hendido. Un metaanálisis de estudios de cohortes no encontró relación, pero un metaanálisis de estudios de caso-control encontraron un significativo incremento de malformaciones mayores. Hay que tener en cuenta que los estudios de cohortes eran homogéneos y los estudios de caso-control heterogéneos, lo cual hace más débiles los resultados de estos últimos. También hubo varios reportes que sugieren que las benzodiazepinas tienen potencial de causar un síndrome similar al síndrome alcohólico fetal, pero esta ha sido cuestionado por varios estudios.
Como resultado de las conclusiones contradictorias el consumo de benzodiazepinas durante el embarazo es controvertido. La mejor evidencia disponible sugiere que las benzodiazepinas no son causa de defectos congénitos, es decir de malformaciones mayores, labio leporino o paladar hendido.

## Controversia política en el Reino Unido
El consejo de investigación médica del Reino Unido recomendó en 1980 que se lleve a cabo una investigación sobre los efectos del consumo a largo plazo de benzodiazepinas. Una investigación parlamentaria del gobierno británico del año 2009 también aconsejó que era necesaria esta investigación. El ministerio de salud del Reino Unido expresó haber puesto todos los esfuerzos para que los médicos tomen conciencia de los problemas asociados con el consumo a largo plazo de benzodiazepinas, así como de los peligros de la adicción a las benzodiazepinas.
En 1980, la Comisión sobre la seguridad de las medicinas —«Committee on the Safety of Medicines»— de la Agencia reguladora de medicinas y productos para la asistencia sanitaria —«Medicines and Healthcare products Regulatory Agency»— del gobierno del Reino Unido, publicó pautas restringiendo a corto plazo el consumo de las benzodiazepinas, luego actualizó y reforzó estas alertas en 1988. Cuando 1999 el político británico Phil Woolas pregunto al ministerio de salud si tenía planes de llevar a cabo algunas investigación sobre los efectos a largo plazo de las benzodiazepinas el ministerio le respondió que no había planes al respecto, dado que el consumo de benzodiazepinas ya estaba restringido a corto plazo y controlado por órganos reguladores.
En un debate de Cámara de los Comunes del Reino Unido Phil Woolas afirmó que había habido un encubrimiento con respecto a los problemas asociados a las benzodiazepinas porque estos son de una escala demasiado grande para que el gobierno, los órganos reguladores y la industria farmacéutica le puedan hacer frente. John Hutton respondió afirmando que el ministerio de salud se toma los problemas de las benzodiazepinas con extrema seriedad y que no está barriendo el problema debajo de la alfombra.
En el 2010 en el reino Unido, el «Grupo parlamentario de todos los partidos para la adicción involuntaria a tranquilizantes», hizo un reclamo junto con la «Comisión de igualdad y derechos humanos» bajo la «ley de 1995 contra la discriminación por discapacidad» contra el Ministerio de salud y el Ministerio de trabajo y pensiones de dicho país. En la misma se alegaba discriminación contra las personas con una dependencia a las benzodiazepinas bajo prescripción médica como resultado de la negativa a ofrecer un servicio de tratamiento especializado, exclusión de tratamiento médico, no reconocimiento del síndrome de abstinencia de las benzodiazepinas prolongado y también de la negativa de acceso a los planes de rehabilitación y vuelta al trabajo. Adicionalmente este grupo realizó un reclamo aduciendo que hay una "prohibición virtual" de recolectar información estadística sobre las benzodiazepinas en los ministerios del gobierno, mientras que con otras medicinas controladas hay un enorme volumen de información estadística. El reclamo aducía que la discriminación es deliberada, de gran escala y que los ministerios del gobierno británico son conscientes de que lo están haciendo.

### Se hace público un encuentro del Consejo de investigación médica del Reino Unido
El Consejo de investigación médica del Reino Unido mantuvo una reunión a puertas cerradas con la élite de los médicos y representantes de la industria farmacéutica de dicho país entre los días 30 de octubre y 3 de abril de 1981. La reunión se clasificó como confidencial bajo la «Ley de registros públicos de 1958» hasta el año 2014, pero se hizo pública en el 2005 como resultado de la «Ley de libertad de información». La reunión se planteó sobre la base de la posibilidad que existan entre 10.000 y 100.000 personas dependientes de las benzodiazepinas. Este estimado fue luego revisado por el presidente del comité, el Prof. Malcom Lader, y se elevó a medio millón el posible número de dependientes de las benzodiazepinas a dosis terapéuticas, aproximadamente la mitad de los cuales presentaría un consumo de largo plazo. Se informó que las benzodiazepinas podían estar en el tercer o cuarto puesto en cuanto magnitud, de los problemas con drogas en el Reino Unido, siendo el alcohol y el tabaco los más importantes. Luego de la reunión, el presidente del comité, en un seguimiento con información adicional que fue enviada al panel de neurociencias del Consejo de investigación médica, expresó su preocupación con respecto a las pruebas que mostraban atrofia cortical en 2 de 14 individuos examinados y una anormalidad al límite en 5 individuos más. El consideraba que, debido a la metodología utilizada en los exámenes, las anormalidades habían sido una subestimación y que técnicas más refinadas darían resultados más precisos. También fueron discutidos los descubrimientos en los que se demostraba la tolerancia a las benzodiazepinas inyectando diazepam a consumidores de largo plazo, lo cual causa en sujetos normales un aumento en la hormona del crecimiento, mientras que en individuos con tolerancia a las benzodiazepinas este efecto estaba debilitado.
Además surgieron pruebas que en estudios con animales apareció un desarrollo de tolerancia que se evidenció en una reducción del 15%  en la capacidad de fijación de benzodiazepinas luego de siete días de administración de dosis altas de Flurazepam (droga agonista parcial de las benzodiazepinas) y una reducción del 50% en la capacidad de fijación luego de 30 días de administración de una dosis baja de diazepam. El presidente estaba preocupado que los documentos que iban a ser publicados «alborotaran todo el asunto» y quería ser capaz de decir que el Consejo de investigación médica «tenía las cuestiones bajo consideración si se formulaban preguntas en el parlamento». Él creía que «era muy importante políticamente que el Consejo de investigación médica estuviera “un paso adelante”» y recomendaba que Roche y el Consejo de investigación médica financiaran y llevaran a cabo estudios epidemiológicos sobre los efectos bioquímicos del consumo a largo plazo de benzodiazepinas. La reunión apuntaba a identificar los problemas que podrían surgir, alertar al departamento de salud sobre la envergadura del mismo e identificar la farmacología y naturaleza de la dependencia de las benzodiazepinas y el volumen de benzodiazepinas que están siendo recetadas. La Organización Mundial de la Salud también estaba interesada en el problema y se creía que la reunión iba a demostrar a la OMS que el consejo de investigación médica se estaba tomando el problema seriamente. Uno de los efectos psicológicos causados por el consumo a largo plazo de las benzodiazepinas que se discutió fue la disminución en la capacidad de lidiar con el estrés. El presidente indicó que los «síntomas de abstinencia del valium eran mucho peores que los de muchas otras drogas, por ejemplo la heroína». Se señaló que las posibilidades de suspender el consumo de benzodiazepinas se «reducían enormemente» si las benzodiazepinas eran recetadas por un periodo más largo que cuatro meses. Se concluyó que las benzodiazepinas son a menudo recetadas inapropiadamente, para una amplia variedad de condiciones y situaciones. El Dr. Mason del Ministerio de Salud del Reino Unido y el Dr. Moir de la dirección de cuidados sanitarios y sociales de Escocia, creyeron importante determinar la efectividad y toxicidad de las benzodiazepinas antes de decidir que medidas regulatorias tomar, debido a la gran cantidad de gente que consume benzodiazepinas por largos periodos de tiempo.
En 2010 salen a la luz los archivos secretos que mostraban que el consejo de investigación médica había sido advertido que las benzodiazepinas (que se recetan a millones de pacientes) aparentemente causan en algunos pacientes un encogimiento cerebral parecido al causado por el abuso del alcohol. Entonces surge la controversia al saberse que pese a que el consejo de investigación médica había sido advertido sobre esto, no llevó adelante estudios más grandes y rigurosos. El periódico  «The Independent on Sunday» informó que había acusaciones que una gran parte del millón y medio de personas que en el Reino Unido consumen benzodiazepinas a largo plazo tienen síntomas que concuerdan con el daño cerebral. Esto ha sido descrito como un gran escándalo por el político Jim Dobbin. Abogados y miembros del parlamento han predicho una demanda colectiva. Una abogada dijo que ella estaba al tanto del litigio fallido anterior contra las farmacéuticas y dada la relevancia que estos documentos tenían para ese juicio era extraño que los documentos hayan sido «escondidos» por el consejo de investigación médica.

### Demanda colectiva
En el Reino Unido, en la década de los ochenta y principios de los noventa, las benzodiazepinas fueron eje de la demanda colectiva más grande de la historia contra la industria farmacéutica. La misma involucró 14.000 pacientes y 1800 estudios jurídicos que adujeron que los fabricantes sabían del potencial de dependencia de las benzodiazepinas pero ocultaron intencionalmente esta información a los doctores. Al mismo tiempo 117 médicos de cabecera y 50 autoridades médicas fueron demandadas por pacientes para reclamar por daños y perjuicios de los efectos nocivos de la dependencia y abstinencia de las benzodiazepinas. Esto llevó a que algunos doctores requirieran a sus pacientes un consentimiento firmado y la recomendación de que todos los pacientes sean adecuadamente advertidos de los riesgos de dependencia y abstinencia antes de comenzar un tratamiento con benzodiazepinas. Este juicio contra la industria farmacéutica nunca tuvo un veredicto, se cancelaron las asistencias legales pro bono, lo cual condujo al fracaso del juicio. También hubo acusaciones de que existió conflicto de intereses en los peritos psiquiatras. Este litigio llevó a una serie de cambios en el derecho del Reino Unido que hizo a las demandas colectivas más difíciles.